# Anna Vínnitskaya
Anna Valérievna Vínnitskaya (Novorosíisk, 4 de agosto de 1983) es una pianista rusa que ganó en 2007 el Concurso de Piano Reina Elisabeth de Bruselas.

## Biografía
Anna Vínnitskaya muestra talento musical a una edad temprana, siguiendo sus primeras lecciones de piano a la edad de 6 años. De 1995 a 2001 estudia en el Conservatorio Rachmaninoff en Rostov del Don con Serguéi Ossipenko. Después fue admitida en la Hochschule für Musik und Theater de Hamburgo, donde estudia con Ralf Nattkemper y Yevgueni Koroliov. Como solista ha tocado con orquestas importantes, incluyendo la Orquesta Sinfónica de Moscú, la Dortmunder Philharmoniker, la Orquesta Sinfónica de Milán y la Orquesta Sinfónica de Madrid y ha dado recitales por todas partes de Europa.
Se introduce en el circuito de competición a la edad de 13 años, ganando el primer premio en la International Junoshenki Competition. En 2000 consigue un tercer puesto en el Concurso de Monza y dos años más tarde el primer puesto en el Concurso Internacional Premio Jaén de Piano, donde también gana el Premio de la Audiencia. Esto fue seguido con un primer premio en la Elise Meyer Competition en Hamburgo en 2004 y el cuarto premio en la Ferruccio Busoni Internacional Competition en Bolzano en 2005.
El 2 de junio de 2007 gana el primer premio en el Concurso de Piano Reina Elisabeth en Bruselas. Después de un memorable Gaspard de la nuit (Ravel) en las primeras rondas, impresionó a la audiencia y al jurado en la ronda final con la Sonata n.º 13 de Beethoven "Quasi una fantasía", Op. 27 Núm. 1; la pieza obligatoria La Luna y la Muerte de Miguel Gálvez-Taroncher y el Concierto para Piano n.º 2 de Serguéi Prokófiev. Vínnitskaya era la segunda mujer en la historia de esta competición para piano en ganar el primer premio, después de Yekaterina Novítskaya en 1968.
Trabaja entre otros con los directores Andrey Boreyko, Alan Buribayev, Charles Dutoit, Vladimir Fedoséev, Reinhard Goebel, Pietari Inkinen, Marek Janowski, Dmitri Jurowski, Emmanuel Krivine, Louis Langrée, Yoel Levi, Andris Nelsons, Kirill Petrenko, Helmut Rilling, Krzysztof Urbanski, Juraj Valcuha y Gilbert Varga. 
Anna Vinnitskaya ha registrado tres CD para Naive. Su primer CD, dedicado a las obras de Rachmaninoff, Gubaidulina, Medtner y Prokófiev, fue lanzado en 2009. Fue galardonado con el Diapason d'Or "novedad" y el Choc del mes de Classica Magazine. Su segunda grabación, publicado en 2010, incluye conciertos para piano de Prokófiev y Ravel con la Orquesta Sinfónica Alemana de Berlín bajo la dirección de Gilbert Varga. Este álbum recibió el ECHO Klassik 2011. Su tercer CD, dedicado a las obras de Ravel, recibió también el Diapason d'Or.
En 2015, se unió a Alpha Classics. Su primera grabación para el sello está dedicado a uno de sus repertorios favoritos: los conciertos de Shostakovich. Para esta grabación, Anna Vinnitskaya está rodeada de la famosa Kremerata Baltica, considerada uno de los conjuntos más creativos del mundo de la música y los famosos vientos de la Staatskapelle de Dresde.
En 2018 ha publicado un álbum con dos obras de Rachmaninov: el Concierto para piano nº 2 y la Rapsodia sobre un tema de Paganini, con la NDR Elbphilharmonie Orchestra y el director Krzysztof Urbanski.

## Premios
- International Junoshenki competition – First prize (1995)
- Monza Competition – Third prize (2000)
- Jaèn Competition – First prize/Audience Award (2002)
- Elise Meyer Competition (Hamburg) – First prize (2004)
- International Ferrucio Busoni Competition (Bolzano) – Fourth prize (2005)
- Queen Elisabeth Music Competition for Piano (Brussels) – First prize (2007)[3]